# Mura di Montorio
Le mura di Montorio costituiscono il sistema difensivo dell'omonimo borgo di origini medievali situato nel territorio comunale di Sorano.

## Storia
La cinta muraria fu costruita in epoca medievale dagli Aldobrandeschi, proprio nel periodo in cui veniva costruita la rocca. L'intera struttura difensiva venne completata quasi certamente tra la fine del XII e gli inizi del XIII secolo.
Con il passaggio di Sorano alla dinastia di signori locali, tutte le strutture fortificate che caratterizzavano il borgo furono mantenute pressoché intatte, fatta eccezione per alcuni lavori di ristrutturazione che hanno portato alla realizzazione di torri a sezione circolare durante il periodo rinascimentale.
Il passaggio dell'area nel Granducato di Toscana avvenuto nel 1616, determinò le condizioni per la trasformazione del castello in fattoria fortificata, con un conseguente parziale smantellamento di alcuni tratti dell'originaria cinta muraria. Va però precisato che Montorio di Sorano non passò direttamente al Granducato ma rimase nel pieno e solo dominio degli Ottieri. Il riferimento al 1616 riguarda Castell'Ottieri, capitale della contea, e San Giovanni delle Contee, ceduto a Cosimo II de' Medici per la cifra di 107 000 piastre.

## Descrizione
Le mura di Montorio delimitano quasi parzialmente il piccolo borgo castellano di origini medievali, sviluppandosi lungo un perimetro quadrangolare.
La cinta muraria presenta nel suo complesso un basamento a scarpa e si caratterizza per alcuni tratti a vista e per alti in cui è addossata a pareti di edifici; risulta interamente rivestita in conci di tufo, che ben si adattano al contesto geologico che caratterizza l'intera zona.
L'ingresso al borgo è possibile attraverso la porta di Montorio, una pregevole porta di accesso ad arco tondo con merlatura sommitale che si apre sul lato meridionale della cerchia muraria, preceduta da un profondo fossato che viene superato da un ponte che ha sostituito quello originario di tipo levatoio.
All'angolo sud-orientale del perimetro delle mura si eleva una robusta torre a sezione circolare, che costituisce il vertice della pianta ad L del Castello, che si articola proprio su questo angolo. L'angolo nord-orientale della cerchia muraria si caratterizza per la presenza di un'altra torre cilindrica.
Il borgo è rimasto privato delle strutture murarie difensive lungo il lato occidentale, dove è situata anche la cappella di Santa Maria, e su buona parte di quello settentrionale.